# Cyrtonops aterrima
Cyrtonops aterrima är en skalbaggsart som beskrevs av Holzschuh 1991. Cyrtonops aterrima ingår i släktet Cyrtonops och familjen långhorningar.
Artens utbredningsområde är Sri Lanka. Inga underarter finns listade i Catalogue of Life.